# Duncan L. Hunter
Duncan Lee Hunter (ur. 31 maja 1948 w Riverside) – amerykański polityk, członek Partii Republikańskiej.

## Działalność polityczna
W okresie od 3 stycznia 1981 do 3 stycznia 1983  był przez jedną kadencję przedstawicielem 42. okręgu, następnie do 3 stycznia 1993 przez pięć kadencji nowo utworzonego 45. okręgu, a od 3 stycznia 1993 do 3 stycznia 2009 przez osiem kadencji przedstawicielem nowo utworzonego 52. okręgu wyborczego w stanie Kalifornia w Izbie Reprezentantów Stanów Zjednoczonych.
Jego synem jest Duncan D. Hunter.